# گنجشک دریاکنار دماغه سیبل
گنجشک دریاکنار دماغه سِیبِل (نام علمی: Ammospiza maritima mirabilis) زیرگونه‌ای از گنجشک دریاکنار، گونه‌ای از پرندگان خانواده گنجشکان جهان جدید و بومی ایالات متحده است. این زیرگونه در جنوب فلوریدا بومی است و طبق قانون گونه‌های در خطر انقراض شناخته شده‌است.